# Лю Че
Лю́ Че́ (кит.: 劉徹; піньїнь: Liú Chè), храмове ім'я Шицзун (кит.: 世宗; піньїнь: Shìzōng) — сьомий імператор Китаю з династії Хань (під іменем У-ді або Ханьуді, кит. трад. 漢武帝, спр. 汉武帝, піньїнь: hànwǔdì).

## Життєпис
Син Лю Ці, правнук Лю Бана. Зійшов на трон у віці 16 років. Проводив енергійну внутрішню та зовнішню політику. Заклав основи централізованої авторитарно-мілітарної китайської імперії. Посилив залежність регіональної знаті від імператорського двору. Оновив систему державних іспитів на здобуття чиновницьких посад. Визнав конфуціанство офіційним вченням країни й створив систему конфуціанських шкіл. Запровадив посади урядових вчених-конфуціанців, яким доручив кадрові питання.
Починаючи від 129 року до н. е. здійснив 9 походів проти північних кочовиків хунну. 127 року до н. е. захопив монгольський Ордос, а 121 року — північно-західний район оаз Хесі. 120 року до н. е. відігнав племена хунну на північ пустелі Гобі. У тій війні відзначився його родич Хо Цюйбін (на честь якого імператор в подальшому наказав звести відомий меморіал).
Вперше в історії Китаю встановив контакти із західними країнами через посла Чжан Цяня, що зміг укласти союз із усунню та юечжі. Щорічно відправляв великі купецькі посольства на захід, започаткувавши Великий шовковий шлях. 111 року до н. е. знищив давньов'єтнамську державу Намв'єт. Приєднав до імперії її території — Ґуандун, Гуансі і частину північного В'єтнаму. Також підкорив південно-східні автохтонні племена, що проживали в Юньнані, Ґуйчжоу і Сичуані. 108 року до н. е. знищив стародавню корейську державу, заснувавши на її території китайські командирства. Протягом 108—102 років до н. е. вів завоювання Ферганської долини, зокрема середньоазійської елліністичної держави Даюань. 106 року до н. е. здійснив адміністративно-територіальну реформу, поділивши територію імперії на 13 провінцій. Через постійну нестачу коштів, сприяв розвитку торгівлі та фінансів. Встановив фіксовані ціни на товари й державну монополію на сіль, залізо та спиртні напої. Створив великий репресивний апарат, що жорстко придушував всі прояви невдоволення, критики, корупції. Наприкінці життя був змушений вести боротьбу проти повстанців на півночі країни.
Посмертне ім'я — Імператор У. Храмове ім'я — Шицзун.
Правління Лю Че вважається одним зі зразкових у китайській історіографії.

## Поезія
Відомий був також своїми поетичними здібностями. На нього великий вплив мала поезія Сун Юя. Найвідомішим твором У-ді є елегія «Осінній вітер» («Цю фен ци»). Це одне з найбільш романтичних і загадкових творів давньої авторської лірики. Воно складається з 9 рядків, написаних семисловним (по 7 ієрогліфів в рядку) розміром.
Іншим відомим натепер твором є «Ода про пані Лі» («Лі-фужень фу»), що присвячена пам'яті його коханої. Головна тема цих віршів — сумні роздуми людини, що знаходиться в похилому віці і яка втратила найблизькішу людину — друга або кохану.

## Девізи правління
1. Цзяньюань (140—135 до н. е.)
2. Юаньгуан (元光 py. yuán guāng) 134 — 129 до н. е.
3. Юаньшо (元朔 py. yuán shuò) 128 — 123 до н. е.
4. Юаньшоу (元狩 py. yuán shòu) 122 — 117 до н. е.
5. Юаньлін (元鼎 py. yuán dĭng) 116 — 111 до н. е.
6. Юаньфен (元封 py. yuán fēng) 110 — 105 до н. е.
7. Тайчу (太初 py. tài chū) 104 — 101 до н. е.
8. Тяньхань (天漢 py. tiān hàn) 100 — 97 до н. е.
9. Тайші (太始 py. tài shĭ) 96 — 93 до н. е.
10. Чженхе (征和 py. zhēng hé) 92 — 89 до н. е.
11. Хоуюань (後元 py. hòu yuán) 88 — 87 до н. е.